# Giovanni van Zwam
Giovanni van Zwam (Ede, 2 januari 2004) is een Nederlandse voetballer die doorgaans als verdediger speelt. Hij komt uit voor Vitesse.

## Carrière
Van Zwam begon te voetballen in de jeugd van WAVV waarna hij de overstap maakte naar de jeugdafdeling van N.E.C en hierna naar Vitesse. Op 10 mei 2021 tekende hij een profcontract bij Vitesse tot en met 30 juni 2024.
Op 19 augustus 2023 in de thuiswedstrijd tegen PSV maakte Van Zwam zijn debuut voor Vitesse. Hij kwam in de 83e minuut als invaller voor Amine Boutrah. De wedstrijd ging verloren met 1–3. Hij kwam dat seizoen nog 12 keer uit in de Eredivisie. Ook speelde hij drie wedstrijden in de KNVB Beker. Na de degradatie van Vitesse in de zomer van 2024 verlengde Van Zwam zijn contract. Hij speelde bijna alle wedstrijden in de Eerste divisie.

## Statistieken
| Seizoen | Club    | Competitie     | Competitie | Competitie | Beker | Beker | Overig | Overig | Totaal | Totaal |
| Seizoen | Club    | Competitie     | Wed.       | Dlp.       | Wed.  | Dlp.  | Wed.   | Dlp.   | Wed.   | Dlp.   |
| ------- | ------- | -------------- | ---------- | ---------- | ----- | ----- | ------ | ------ | ------ | ------ |
| 2023/24 | Vitesse | Eredivisie     | 12         | 0          | 3     | 0     | 0      | 0      | 15     | 0      |
| 2024/25 | Vitesse | Eerste divisie | 34         | 0          | 0     | 0     | 0      | 0      | 34     | 0      |
| Totaal  | Totaal  | Totaal         | 46         | 0          | 3     | 0     | 0      | 0      | 49     | 0      |

Bijgewerkt op 8 juni 2025.